# Remedios Moralejo
María Remedios Moralejo Álvarez  (Santiago de Compostela, 1934) es una historiadora, bibliotecaria y archivera española.

## Trayectoria
Moralejo se licenció en Historia en 1957 en la Universidad de Santiago de Compostela, y en ese mismo año, inició su carrera profesional como profesora ayudante. Dos años después, en 1959, ingresó en el Cuerpo Facultativo de Archiveros, Bibliotecarios y Arqueólogos y, hasta 1966, ejerció como bibliotecaria en la Universidad de Santiago de Compostela. 
Posteriormente, se trasladó definitivamente a Zaragoza y ejerció como Directora de la Biblioteca de la Facultad de Filosofía y Letras de la Universidad de Zaragoza entre 1974 y 1982. Al terminar su gestión, fue nombrada directora de la Biblioteca Universitaria.
Sus trabajos publicados tratan sobre el patrimonio bibliográfico español, bibliotecas universitarias españolas, archivos universitarios de fondos aragoneses.
Moralejo es académica correspondiente de la Real Academia de Medicina de Zaragoza y miembro electo de la Asociación Española de Bibliografía. Fue presidenta de la ANABAD-Aragón entre los años 1992 y 1997.

## Publicaciones (selección)
- 1981 - INFORME sobre la Biblioteca de la Universidad de Zaragoza.[3]
- 1982 - La Biblioteca del Casino de Zaragoza. Junto a María Dolores Pedraza Prades. Diputación Provincial, Zaragoza (en PDF). ISBN 9788400052096.[4]
- 1995 - La Biblioteca Universitaria en España, entre tradición y renovación.
- 1996 - La Investigación de la Biblioteca Universitaria.
- 1997 - Bibliografía Aragonesa en Bibliotecas Gallegas.
- 1998 - El Patrimonio bibliográfico de la universidad española.
- 2004 - Del texto al hipertexto: las bibliotecas universitarias ante el reto de la digitalización. Ediciones de la Universidad de Castilla-La Mancha. ISBN 9788484273417.[5]